# Shell River (Crow Wing River)
Der Shell River ist ein 73 Kilometer langer Nebenfluss des Crow Wing Rivers im Norden des US-Bundesstaates Minnesota.
Über den Crow Wing River ist er Teil des Einzugsgebietes des Mississippi Rivers und entwässert eine ländliche Region.
Der Fluss hat seinen Namen von den Muscheln, die sich an seinem Lauf und an seinem Ursprung, dem Shell Lake, finden.

## Geographie
Der Shell River entspringt dem Shell Lake, ungefähr fünf Kilometer südwestlich von Pine Point in der Carsonville Township im Osten des Becker Countys und fließt zunächst südostwärts durch den Smoky Hills State Forest in den Südwesten des Hubbard Countys und Nordwesten des Wadena Countys zum Blueberry Lake, in welchen der Blueberry River mündet. Von diesem See aus flie$t der Shell River auf einem gewundenen Kurs durch die Countys Wadena und Hubbard in östlicher Richtung durch den Huntersville State Forest, wo der Fish Hook River vom Norden her einmündet. In der Crow Wing Lake Township im Hubbard County mündet er schließlich in den Crow Wing River. Der Shell River ist der erste größere Zufluss des Crow Wing Rivers und an der Stelle des Zusammenflusses der mächtigere. Die durchschnittlich Abflussmenge des Shell Rivers beträgt mit 7 m³/s ungefähr den dreifachen Wert des Crow Wing Rivers oberhalb des Zusammenflusses.
Der Shell River verläuft in der Ökoregion der nördlichen Seen und Wälder, die sich durch den Bewuchs mit Nadelholzgewächsen und Hartholz-Wäldern auf flachen und gewellten Grundmoränenebenen auszeichnen. Der Unterlauf des Flusses ab dem Blueberry Lake kann mit dem Kanu befahren werden und hält eine zum Angeln ausreichende Population Europäischer Hechte. Muscheln sind in großer Menge am Grund des Flusses vorhanden und die frühere Gemeinde Shell City in der Shell River Township war einst der Sitz eine Fabrik für Knöpfe, die aus den Muschelschalen produziert wurden.